# 奧克特耶康 (喬治亞州)
奧克特耶康（英語：Oketeyeconne）是位於美國喬治亞州克萊縣的一個鬼鎮。由於此地已於1963年被荒廢，本地已無人居住。

## 地理
奧克特耶康的座標為31°38′35″N 85°04′50″W / 31.64306°N 85.08056°W，而該地的平均海拔高度為58米（即190英尺）。